# Nadine (film)
Pour plus de détails, voir Fiche technique et Distribution.
Nadine est un film américain réalisé par Robert Benton, sorti en 1987.

## Synopsis
L'action se déroule en 1954 à Austin (Texas). Alors qu'elle se rend chez un photographe pour récupérer des photos de charme dont elle souhaite se débarrasser, Nadine est témoin de son meurtre. Paniquée, elle s'enfuit en emportant avec elle la pochette contenant ses photos, mais celle-ci contient en réalité les plans secrets d'une autoroute. Le propriétaire des plans n'est autre que Buford Pope, un truand prêt à tout pour les récupérer. Nadine se rapproche de Vernon, son mari avec qui elle est en instance de divorce, pour qu'il l'aide à récupérer ses photos, sans oser lui annoncer qu'elle est enceinte de lui...

## Fiche technique
- Titre : Nadine
- Réalisation : Robert Benton
- Scénario : Robert Benton
- Musique : Howard Shore
- Photographie : Néstor Almendros
- Montage : Sam O'Steen
- Producteur : Arlene Donovan
- Sociétés de production : TriStar Pictures & ML Delphi Premier Productions
- Société de distribution : TriStar Pictures
- Pays :  États-Unis
- Langue : Anglais
- Format : Couleur (Technicolor) — 35 mm — 1,85:1 — Son : Mono
- Genre : Comédie
- Durée : 80 min

## Distribution
- Jeff Bridges (VF : Patrick Floersheim) : Vernon Hightower
- Kim Basinger (VF : Chris Verger) : Nadine Hightower
- Rip Torn (VF : Jacques Deschamps) : Buford Pape
- Glenne Headly (VF : Marie-Laure Beneston) : Renée Lomax
- Jay Patterson (VF : Pascal Renwick) : Dwight Estes
- Gwen Verdon (VF : Jacqueline Porel) : Vera
- Harlan Jordan (VF : William Sabatier) : Le shérif Rusk
- Jerry Stiller (VF : Georges Berthomieu) : Raymond Escobar
- Mickey Jones (VF : Marc Alfos) : Floyd Simmons
- Blue Deckert (VF : Régis Ivanov) : Ed Ace dit La Montagne
- William Youmans : Boyd